# Lemmy Caution
Pour les articles homonymes, voir Caution.
Lemmy Caution est un personnage de romans, puis de films noirs, créé en 1936 par l'écrivain britannique Peter Cheyney.

## Biographie fictive
Agent du FBI, Lemmy Caution pèse 95 kilos et a une tête qui fait de lui la coqueluche des femmes. Grand coureur de jupons, il sait d'ailleurs chanter des sérénades en s'accompagnant à la guitare pour les séduire. Mais c'est avant tout un redoutable détective qui aime bien tabasser les truands de tout poil qui croisent son chemin. Il affectionne aussi les soliloques humoristiques (dont le cynisme et les bons mots sont amplifiés, il est vrai, par les traducteurs dans les éditions françaises).
Le rôle a été interprété à l'écran par l'acteur franco-américain Eddie Constantine, en particulier dans le film La Môme vert-de-gris de Borderie en 1953 et dans Alphaville de Jean-Luc Godard en 1965, qui fait basculer l'univers policier de Caution dans celui de la science-fiction. Il préfigure James Bond à travers sa défense du « monde libre » dans le contexte de la guerre froide dans des thrillers à succès d'un nouveau genre.

## SérieLemmy Caution

### Romans
- This Man is Dangerous (1936) Publié en français sous le titre Cet homme est dangereux, Paris, Gallimard, Série noire no 2, 1945 ; réédition, Le Livre de poche no 1097, 1963 ; réédition, Paris, Gallimard, Carré noir no 484, 1983
- Poison Ivy (1937) Publié en français sous le titre La Môme vert-de-gris, Paris, Gallimard, Série noire no 1, 1945 ; réédition, Le Livre de poche no 1197, 1964 ; réédition, Paris, Gallimard, Carré noir no 439, 1982
- Dames Don't Care (1937) Publié en français sous le titre L'Agent secret no 1, Paris, Tallandier, coll. Le Lynx no 8, 1940 Publié en français dans une autre traduction sous le titre Les femmes s'en balancent, Paris, Gallimard, Série noire no 22, 1949 ; réédition, Paris, Gallimard, La Poche noire no 57, 1968 ; réédition, Paris, Gallimard, Carré noir no 432, 1982
- Can Ladies Kill? (1938) Publié en français sous le titre Les femmes ne sont pas des anges, Paris, Presses de la Cité, 1947 ; réédition, Paris, Presses de la Cité, Un mystère no 43, 1951 ; réédition dans Cigarettes, whisky et petites pépés, Paris, Omnibus, 1998 Publié en français dans un autre traduction sous le titre Les femmes ne sont pas des anges, Paris, Presses-Pocket no 627, 1968
- Don't Get Me Wrong (1939) Publié en français sous le titre Vous pigez ?, Paris, Gallimard, Série noire no 9, 1948 ; réédition, Paris, Gallimard, La Poche noire no 9, 1967 ; réédition, Paris, Gallimard, Carré noir no 74, 1972
- You'd Be Surprised (1940) Publié en français sous le titre De quoi se marrer, Paris, Gallimard, Série noire no 7, 1947 ; réédition, Paris, Gallimard, La Poche noire no 39, 1968 ; réédition, Paris, Gallimard, Carré noir no 420, 1982
- Your Deal, My Lovely (1941) Publié en français sous le titre À toi de faire, ma mignonne, Paris, Gallimard, Série noire no 21, 1948 ; réédition sous le titre À toi de faire, mignonne, Paris, Gallimard, La Poche noire no 62, 1968 ; réédition sous le titre À toi de faire, ma mignonne, Paris, Gallimard, Carré noir no 469, 1983
- Never a Dull Moment (1942) Publié en français sous le titre On ne s'embête pas, Paris, Presses de la Cité, 1947 ; réédition, Paris, Presses de la Cité, Un mystère no 95, 1952
- You Can Always Duck (1943) Publié en français sous le titre Alors, toujours en balade ?, Paris, Presses de la Cité, 1947 ; réédition, Paris, Presses de la Cité, Un mystère no 68, 1951
- I'll Say She Does! (1945) Publié en français sous le titre Comment qu'elle est !, Paris, Gallimard, Série noire no 15, 1948 ; réédition, Paris, Gallimard, La Poche noire no 29, 1967 ; réédition, Paris, Gallimard, Carré noir no 412, 1981
- G-man at the Yard (1953) - recueil de nouvelles Publié en français sous le titre Lemmy Caution à Scotland Yard, Paris, Presses de la Cité, Un mystère no 114, 1953

### Nouvelles
- Mister Caution – Mister Callaghan (1941) - recueil de nouvelles Publié en français sous le titre Salut, Caution ! Comment va Callaghan ?, Paris, Presses de la Cité, 1949 ; réédition, Paris, Presses de la Cité, Un mystère no 10, 1950 ; réédition dans Cigarettes, whisky et petites pépés, Paris, Omnibus, 1998
- G-man at the Yard (1946) - recueil de nouvelles Publié en français sous le titre Lemmy Caution à Scotland Yard, Paris, Presses de la Cité, Un mystère no 114, 1953
- Time for Caution (1946)

## Filmographie

### Au cinéma[4]
- Conditions difficiles (Uneasy Terms) - réal. Vernon Sewell (GB.1948) avec Michael Rennie, Moira Lister ; scénario de Peter Cheyney
- Brelan d'as - réal. Henri Verneuil (Fr.1952) un sketch, avec John Van Dreelen, Nathalie Nattier, Reinhard Kolldehoff
- La Môme vert-de-gris - réal. Bernard Borderie (Fr.1952) avec Eddie Constantine, Dominique Wilms, Howard Vernon, Dario Moreno, Maurice Ronet
- Les femmes s'en balancent - réal. Bernard Borderie (Fr.1953) avec Eddie Constantine, Nadia Gray, Dominique Wilms, Robert Berri, Dario Moreno
- Cet homme est dangereux - réal. Jean Sacha (Fr.1953) avec Eddie Constantine, Grégoire Aslan, Colette Deréal, Vera Norman
- Vous pigez ? - réal. Pierre Chevalier (Fr.1956) avec Eddie Constantine, Maria Frau, René Clermont, Roger Hanin
- Comment qu'elle est ? - réal. Bernard Borderie (Fr.1960) avec Eddie Constantine, Françoise Brion, Alfred Adam
- Lemmy pour les dames - réal. Bernard Borderie, avec Eddie Constantine, Françoise Brion, Claudine Coster
- À toi de faire... mignonne - réal. Bernard Borderie (Fr.1963) avec Eddie Constantine, Philippe Lemaire, Christiane Minazzoli
- Alphaville, une étrange aventure de Lemmy Caution - réal. Jean-Luc Godard (Fr.1965) avec Eddie Constantine, Anna Karina, Akim Tamiroff
- Makaroni Blues (no) - réal. Bela Csepcsanyi et Fred Sassebo (no) (Nor.1986) avec Eddie Constantine, Riccardo de Torrebruna, Patrizio Caracci
- Allemagne 90 neuf zéro - réal. Jean-Luc Godard (All.1991) avec Eddie Constantine, Hans Zickler, Claudia Michelsen

### À la télévision
- Les Grands Détectives (TV) - réal. Alexandre Astruc et Jean-Pierre Decourt (1975) ; un épisode
- Kottan ermittelt (en) (TV) réal. Peter Patzak (Autriche, 1981) ; un épisode, avec Eddie Constantine
- Le Retour de Lemmy Caution (TV) - réal. Josée Dayan (Fr.1989) avec Eddie Constantine, Corinne Touzet, Thierry Redler